# Ophiopogon umbraticola
Ophiopogon umbraticola är en sparrisväxtart som beskrevs av Henry Fletcher Hance. Ophiopogon umbraticola ingår i släktet Ophiopogon och familjen sparrisväxter. Inga underarter finns listade i Catalogue of Life.